# عهد قدیمی
عهد قدیمی (انگلیسی: Mosaic covenant) دین‌های ابراهیمی معتقد به پیمان موسایی (به نام موسی)، همچنین به عنوان پیمان سینا (پس از کوه سینا کتاب مقدس) هستند که به میثاق بین بنی‌اسرائیل و از جمله نو گرویدگان مسیحی به یهودیت با یهوه، اشاره دارد. این عهد و پیمان تنها به ده فرمان و رویدادهای مربوط به آن محدود نمی‌شود، بلکه شامل تمام قوانینی است که پدرسالار آنها موسی از خدا (یهوه) در پنج کتاب تورات ارائه داده‌است.